# FDP-Bundesparteitag 1972
Koordinaten: 47° 59′ 12,7″ N, 7° 52′ 21,7″ O

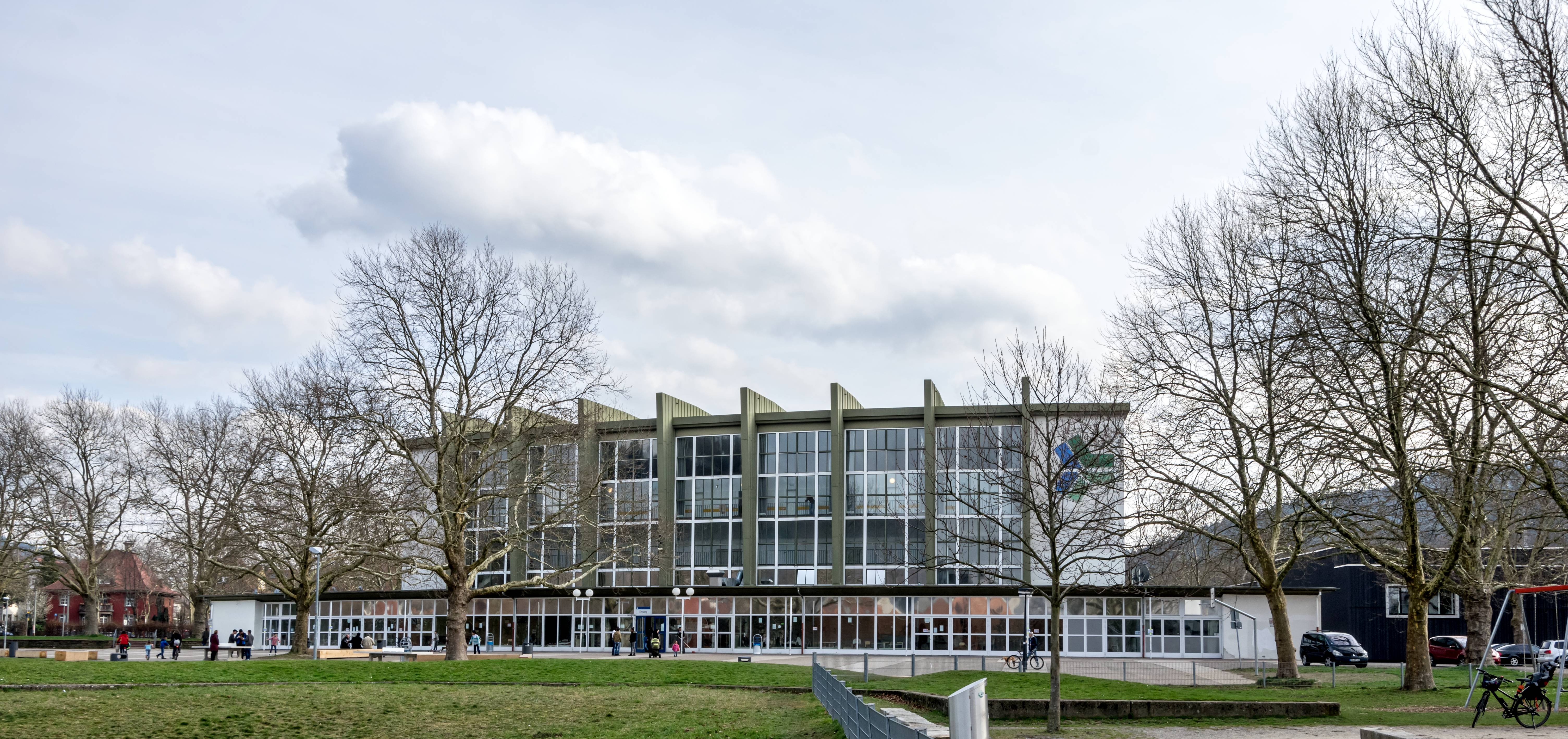
Stadthalle Freiburg

Den Bundesparteitag der FDP 1972 hielt die FDP vom 23. bis 25. Oktober 1972 in Freiburg ab. Es handelte sich um den 23. ordentlichen Bundesparteitag der FDP in der Bundesrepublik Deutschland.

## Beschlüsse
Der Parteitag verabschiedete das F.D.P.-Programm zur Gleichberechtigung der Frau.

## Bundesvorstand
Dem Bundesvorstand gehörten nach der Neuwahl 1972 an:
| Vorsitzender                 | Walter Scheel |
| Stellvertretende Vorsitzende | Hans-Dietrich Genscher, Hildegard Hamm-Brücher, Wolfgang Mischnick |
| Schatzmeister                | Hans Wolfgang Rubin |
| Beisitzer                    | Liselotte Funcke, Josef Ertl, Werner Maihofer |
| Generalsekretär              | Karl-Hermann Flach |
| Mitglieder per Amt           | Victor Kirst, Hans Friderichs, Theo Schiller |
| Weitere Beisitzer            | Uwe Ronneburger, Karl Moersch, Horst Ludwig Riemer, Kurt Jung, Hermann Ferdinand Arning, Wolfgang Lüder, Helmut Schnorr, Ulrich Graf, Werner Klumpp, Georg Letz, Rötger Groß, Ulrich Krüger, William Borm, Gerhart Baum, Hermann Müller, Martin Bangemann, Helga Schuchardt, Ralf Dahrendorf, Kurt Spitzmüller, Otto Graf Lambsdorff, Heinz Herbert Karry, Walter Peters, Helmut Schäfer, Heiner Bremer |